# Akashi Yasushi
Akashi Yasushi (明石康 Minh Thạch Khang, sinh ngày 19 tháng 1 năm 1931 tại Hinai, Akita) là một nhà ngoại giao cấp cao của Nhật Bản và là quản trị viên Liên Hợp Quốc.

## Sự nghiệp

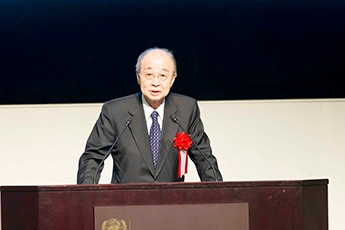
Akashi đã phát biểu trong buổi Lễ kỷ niệm 60 năm ngày Nhật Bản gia nhập Liên Hợp Quốc (tại Đại học Liên Hợp Quốc vào ngày 19 tháng 12 năm 2016)

Akashi tốt nghiệp bằng Cử nhân Khoa học Xã hội từ Đại học Tokyo vào năm 1954, theo học như một Học giả Fulbright tại Đại học Virginia, và về sau tại Trường Luật và Ngoại giao Fletcher ở Đại học Tufts. Là một Công chức Quốc tế được bổ nhiệm về mặt chính trị tại Trụ sở Ban Thư ký Liên Hợp Quốc ở thành phố New York, ông từng giữ các chức vụ như Phó Tổng Thư ký Thông tin Công cộng, Phó Tổng thư ký phụ trách các Vấn đề Giải trừ Quân bị và Phó Tổng Thư ký phụ trách các Vấn đề Nhân đạo và Điều phối Cứu trợ Khẩn cấp.
Trong số nhiều nhiệm vụ bổ sung khác, ông là Đại diện cá nhân của Tổng Thư ký phụ trách cuộc chiến ở Nam Tư cũ. Ông còn giám sát các cuộc đàm phán hòa bình ở Campuchia và các cuộc bầu cử tiếp theo vào năm 1993. Mặc dù thành công ở đó, ông đã bị chỉ trích mạnh mẽ vì vai trò tiếp theo của mình ở Balkan, đặc biệt là vì đã thất bại trong việc thực thi sự an ổn dành cho dân thường ở một số khu vực an toàn, như Goražde, và ông không đủ khả năng ngăn chặn nạn diệt chủng ở Srebrenica.
Akashi dự kiến có chuyến viếng thăm Sri Lanka vào tuần cuối tháng 9 năm 2006 để giúp tạo thuận lợi cho các cuộc đàm phán giữa Những con Hổ giải phóng Tamil và chính phủ Sri Lanka. Trong quá khứ, Akashi từng gặp gỡ quan chức JVP Somawansa Amarasinghe.
Sau khi về nước, ông ra ứng cử chức Thống đốc Tokyo trong cuộc bầu cử năm 1999 với sự hỗ trợ của Đảng Dân chủ Tự do và liên minh Tân Komeito, nhưng đứng ở vị trí thứ tư.

## Huy chương
- Công dân danh dự thành phố Sochi, Nga (1989).
- Thành viên xuất sắc của Quỹ Sergio Vieira de Mello.[8]